# Gabriel Prosser
Gabriel Prosser was een Afro-Amerikaanse slaaf, geboren (rond 1775) in de staat Virginia, die in 1800 een slavenopstand voorbereidde in Richmond.
Veel weet men niet van zijn vroegere leven, behalve dat zijn eigenaar Thomas H. Prosser was. Op 30 augustus 1800 wilde Gabriel zijn nauwkeurig voorbereide plan om het wapendepot van Richmond te overmeesteren met een onbekend aantal (schattingen lopen uiteen van 1000 tot 4000) slaven uitvoeren. Heftige regenval gooide roet in het eten en zorgde ervoor dat het geheel uitgesteld werd tot de volgende nacht. Twee medeslaven van Prosser verraadden de boel en informeerden de gouverneur van Virginia, James Monroe, die er de staatsmilitie op af stuurde. Zodoende was Richmond veel te zwaar verdedigd voor Prosser om een aanval te wagen, ondanks dat vele slaven zich al hadden verzameld in de buitenwijken van de stad. Vervolgens probeerde Gabriel te vluchten door zich te verstoppen op een boot (een schoener), maar hij werd in Norfolk verraden door enkele andere slaven en samen met 34 van zijn volgelingen op 7 oktober opgehangen.
Deze gefaalde opstand deed de slaveneigenaren wel schrikken waardoor een aantal regels werd aangescherpt, met name het vrije reizen tussen de verschillende plantages door de slaven.